# Eumenophorus stridulantissimus
Eumenophorus stridulantissimus là một loài nhện trong họ Theraphosidae.
Loài này thuộc chi Eumenophorus. Eumenophorus stridulantissimus được Strand miêu tả năm 1907.

## Voorkomen
Loài này phân bố ở châu Phi.